# Мелкумян, Елена Суреновна
Еле́на Суре́новна Мелкумя́н (арм. Ելենա Սուրենի Մելքումյան; род. 8 июля 1944, Кировакан) — российский востоковед. Доктор политических наук, профессор кафедры современного Востока РГГУ, ведущий научный сотрудник ИВ РАН. Вдова Г. Г. Косача.

## Биография

### Образование
В 1968 году окончила Институт восточных языков при МГУ имени М. В. Ломоносова.
В 1979 году защитила кандидатскую диссертацию «Особенности социально-политического развития внешней политики государства Кувейт (1960—1980-е годы)».
В 1999 году защитила докторскую диссертацию «Совет сотрудничества арабских государств Персидского залива в глобальных и региональных процессах».

### Научная карьера
В 1976—1994 годы — научный сотрудник ИВ РАН.
В 1994—2006 годы — доцент кафедры Политологии Востока ИСАА при МГУ.
С 2006 по 2020 годы — профессор кафедры Современного Востока РГГУ.
С 2020 года — ведущий научный сотрудник Центра арабских и исламских исследований ИВ РАН.

## Научные интересы
- Международные отношения на Ближнем Востоке.
- История арабских монархий Персидского залива.
- Проблемы регионализма.
- Региональные организации арабских стран.

## Публикации
Автор более 150 научных публикаций, в том числе индивидуальные монографии, разделы в коллективных монографиях, статьи в ведущих научных журналах, публикации за рубежом.

### Монографии
- Международные отношения в Юго-Западной Азии. Турция, Пакистан, государства Персидского залива. — М., 1994.
- Внешняя политика Саудовской Аравии. Приоритеты, направления, процесс принятия решения. — М., 2003.
- Gulf Cooperation Council Relations with Russia. — Dubai, 2005.
- Регион Залива: конфликты, компромиссы, сотрудничество. — М., 2008.
- Новейшая история Кувейта. — М., 2011.
- История арабских стран. Государства Залива в XX — начале XXI века. Учебное пособие для академического бакалавриата. — М., 2018.

### Статьи и др.
- Перспективные планы развития арабских государств Залива: прорыв в будущее // Азия и Африка сегодня. 2020, № 2.
- Обороноспособность Кувейта в свете обострения ситуации в регионе Залива // Нестабильность геополитического пространства на Ближнем, Среднем и Дальнем Востоке. Актуальные проблемы. Ежегодник 2020. — М., 2020.
- Армянские общины в арабских монархиях Залива: состояние и перспективы // Регионы мира: проблемы истории, культуры и политики. Сборник статей. — Нижний Новгород, 2020.
- Роль Лиги арабских государств в структурировании арабского регионального пространства // Вестник МГИМО(У), № 13 (5), 2020.
- Султанат Оман — КНР: стратегическое партнерство // Азия и Африка сегодня. 2020, № 12.
- Кувейт: внутриполитическая ситуация после Арабской весны // Восток / Oriens. 2021, № 3.
- Лига Арабских Государств и арабское единство // Нестабильность геостратегического пространства на Ближнем. Дальнем и Среднем Востоке. Актуальные проблемы. Выпуск VII. Сборник статей. — М., 2021.
- Израиль во внешней политике ОАЭ: от конфронтации к нормализации // Вестник МГИМО(У). Т. 14, № 2, 2021.
- Изменение подходов Совета сотрудничества государств Залива к проблемам безопасности после «арабской весны» // Вестник Московского университета, Серия 25: Международные отношения и мировая политика. 2021, № 4.
- Космическая деятельность ОАЭ: разрушение стереотипов // Мировая экономика и международные отношения 2022, т. 66 № 5.
- Представительные органы власти в арабских монархиях Залива: динамика развития // Нестабильность геостратегического пространства на Ближнем, Среднем и Дальнем Востоке. Актуальные проблемы. Выпуск VIII. Институт востоковедения РАН. — М., 2022.
- Взаимодействие ОАЭ и Израиля в контексте соглашений Авраама // Арабский Восток в лабиринте социально-экономических проблем. Институт востоковедения РАН. — М., 2022.
- Катар и «Талибан» в контексте изменения ситуации в Афганистане // Восток/Oriens. 2022, № 4.
- Why Has the Recent Wave of Revolution in the MENA Region Missed Kuwait and Bahrain? // New Wave of Revolution in the MENA Region. A Comparative Perspective. Springer, July 2022.
- Лига Арабских государств: утопия или реальность? // Восточный курьер / Oriental Courier. 2022, № 4.
- Эволюция гражданского общества в Кувейте (1961—2020) // Новая и новейшая история. 2023, № 1.
- ОАЭ и Республика Корея: нетрадиционные партнеры // Мировая экономика и международные отношения 2023, том 67, № 5.
- Проблема ядерного нераспространения на примере региона Персидского залива // Вестник РГГУ. 2009, № 13.